# EN1-SL01
La route EN1-SL01 est une route nationale d'Haïti, reliant Espargos à Santa Maria dans l'île de Sal au Cap-Vert.

## Présentation
C'est la seule voie rapide à deux voies de l'île de Sal. 
À Espargos, elle croise la route EN1-SL-02 menant à Palmeira et la EN3-SL-02 menant à Pedra de Lume. 
À Santa Maria, elle croise la EN3-SL-01 menant à Ponta do Sinó.

## Tracé
- Espargos
- Murdeira
- Santa Maria